# 路达 (1912年)
路达（1912年—1996年），曾用名王景荣，男，直隶（今河北）安国人，中华人民共和国政治人物，曾任天津市人民委员会副市长，天津市人大常委会副主任，第五、六届全国人大代表。

## 生平
1912年生于保定府祁州蒲阴县（今河北安国）。先后就读于安国县第一高小和乡村师范学校。1938年参加革命工作，同年7月加入中国共产党。历任安国县抗联会宣传干事、农民抗日救国会主任、文建会主任、县委常委兼民运部长、中共束（鹿）晋（县）联合县委书记兼县大队政委。1946年调任中共天津工作委员会组织部副部长、中共天津市委秘书长。1949年1月后，历任中共天津市委组织部干部科科长、干部处处长。1952年12月任中共天津市委组织部副部长兼市委纪律检查委员会副书记。1958年10月任中共天津市塘沽区委员会第一书记。1960年12月任中共天津市委常委、秘书长。1965年11月任中共天津市委常委、天津市人民委员会副市长等职。1966年文化大革命开始后遭受迫害。1972年恢复工作，历任天津市科学技术局革委会副主任、天津市口岸办公室主任兼建港指挥部副指挥。1977年后，历任天津市革命委员会秘书长、中共天津市委工交政治部主任、天津市高教委主任兼天津大学党委书记。1980年6月当选天津市第九届人大常委会副主任兼秘书长。1983年4月继续当选天津市第十届人大常委会副主任。1985年4月30日，因年事已高辞任。离休后创办《中国书画报》，并任社长。1996年5月6日逝世。